# Archidiecezja częstochowska
Archidiecezja częstochowska (łac. Archidioecesis Czestochoviensis) – jedna z 14 archidiecezji obrządku łacińskiego w polskim Kościele katolickim ustanowiona diecezją 28 października 1925 bullą papieża Piusa XI Vixdum Poloniae Unitas i archidiecezją 25 marca 1992 bullą papieża Jana Pawła II Totus Tuus Poloniae Populus (z łac. „Cały Twój lud w Polsce”).
W 2021 archidiecezja składała się z 312 parafii (w tym 14 zakonnych), w których posługę pełniło 492 księży. W seminarium kształciło się 19 kleryków. W ciągu roku udzielono 6191 chrztów (wobec 7297 w 2020), 6671 I komunii (4479 w 2020), 5882 bierzmowania (6749 w 2020) oraz 2165 ślubów (2977 w 2020). W niedzielnej mszy uczestniczy 24,7% wiernych, do komunii przystępuje 10,6%, a na religię uczęszcza 90,3% uczniów.

## Instytucje
- Kuria Metropolitalna
- Trybunał Metropolitalny
- Częstochowska Kapituła Archikatedralna
- Wyższe Międzydiecezjalne Seminarium Duchowne w Częstochowie
- Niższe Seminarium - Liceum Humanistyczne w Częstochowie
- Wyższy Instytut Teologiczny
- Caritas Archidiecezji Częstochowskiej
- Archiwum Archidiecezji Częstochowskiej
- Muzeum Archidiecezjalne
- Radio Fiat
- Dom księży emerytów

## Biskupi
- Biskup diecezjalny: ks. abp Wacław Depo (metropolita częstochowski) (od 2012)
- Biskup pomocniczy: ks. bp Andrzej Przybylski (od 2017)
- Biskup senior: ks. bp Antoni Długosz (od 2016)

## Protonotariusze Apostolscy

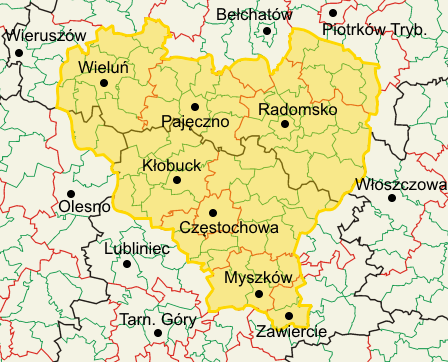
Obszar archidiecezji na tle podziału administracyjnego

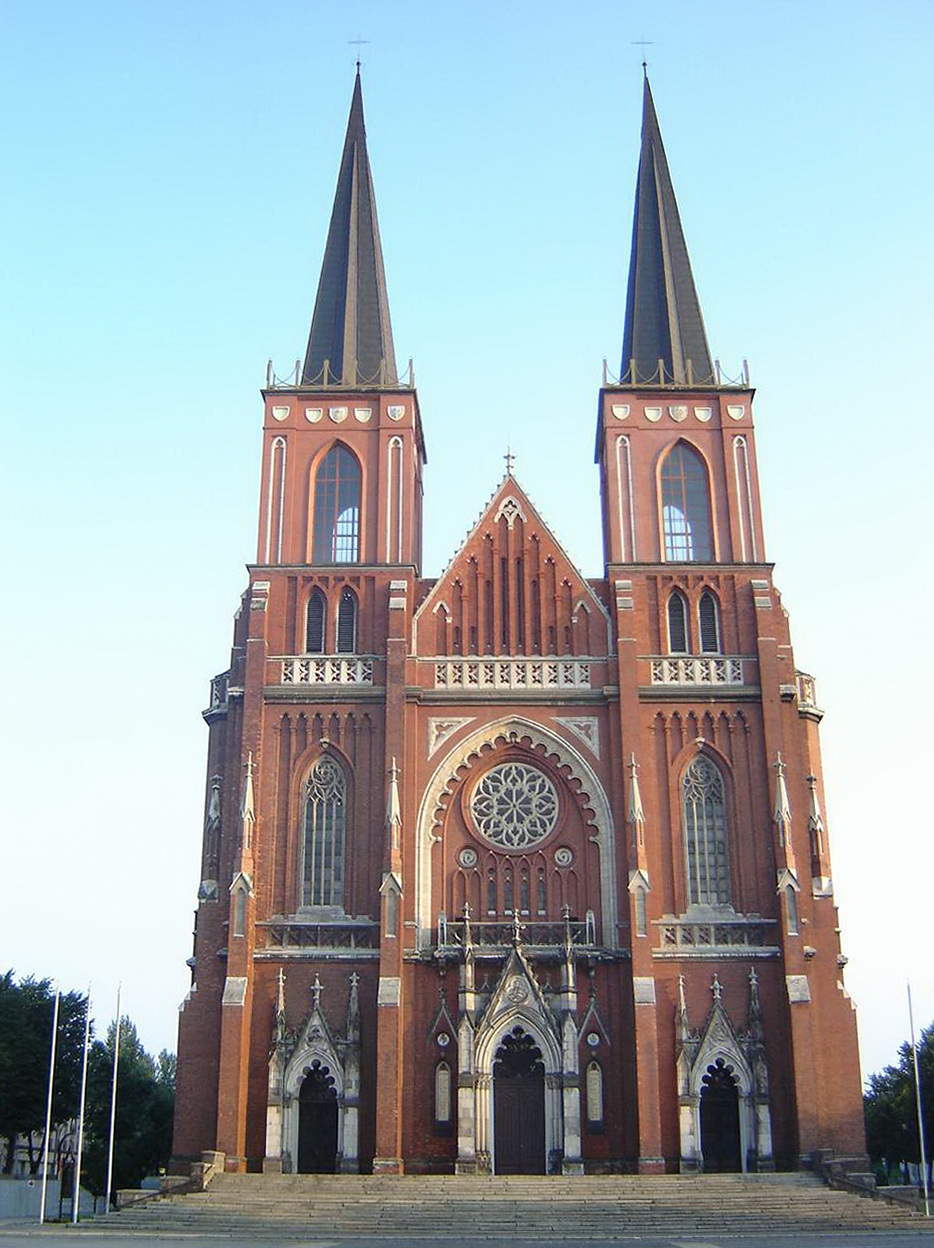
Bazylika archikatedralna Świętej Rodziny w Częstochowie

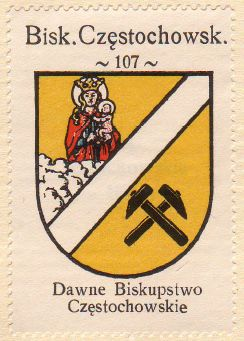
Pierwotny herb archidiecezji

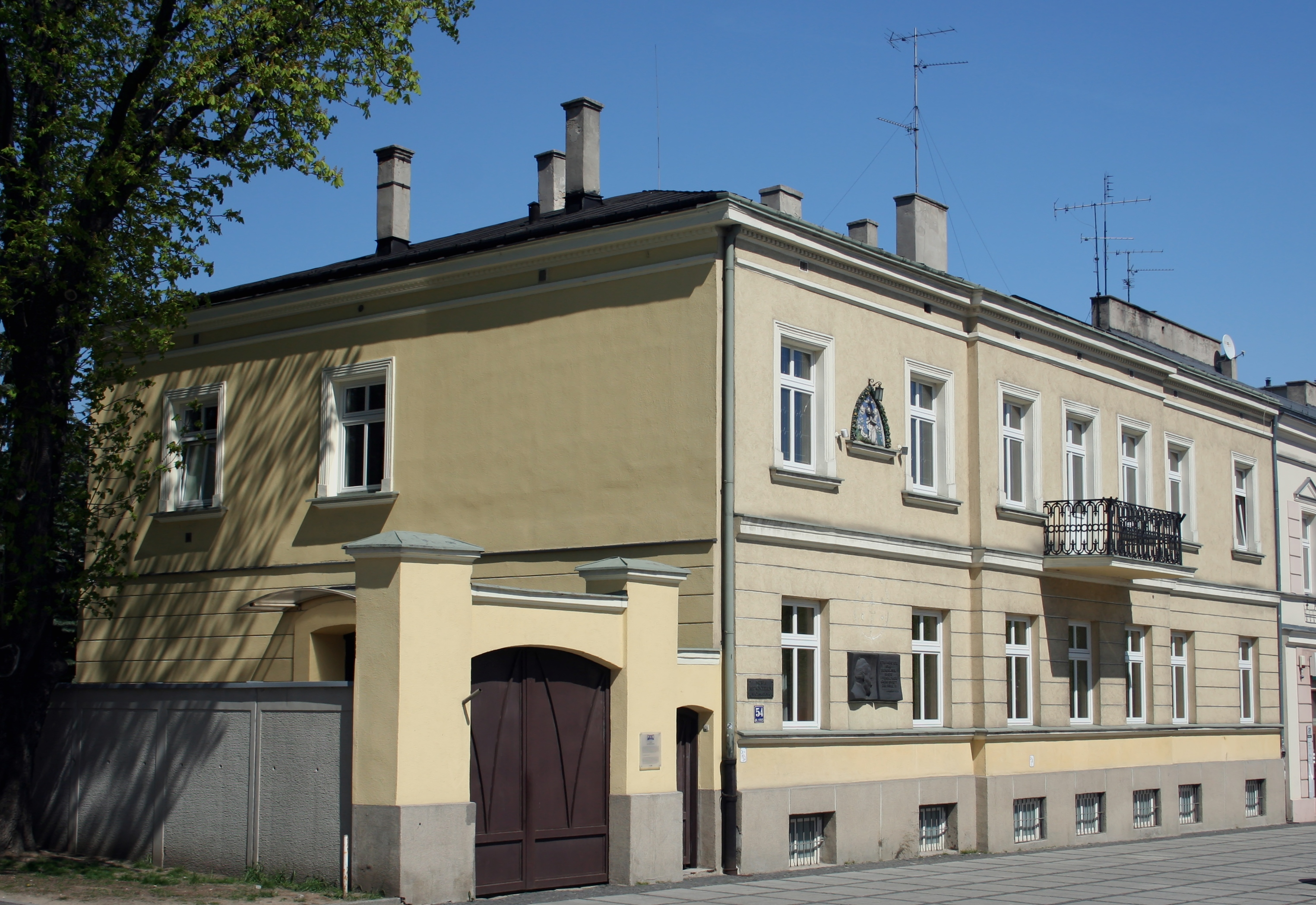
Budynek Kurii w Częstochowie

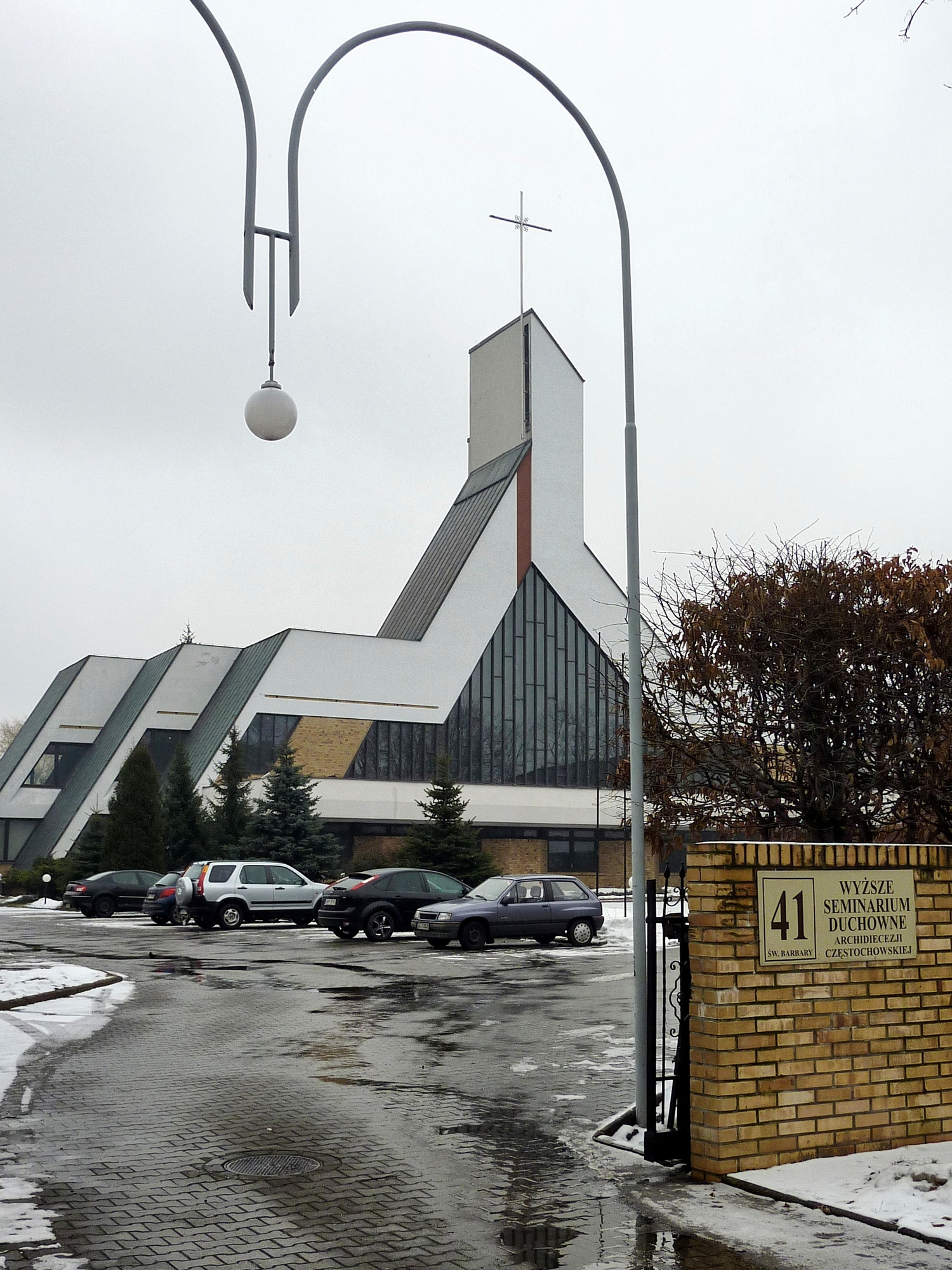
Wyższe Seminarium Duchowne w Częstochowie

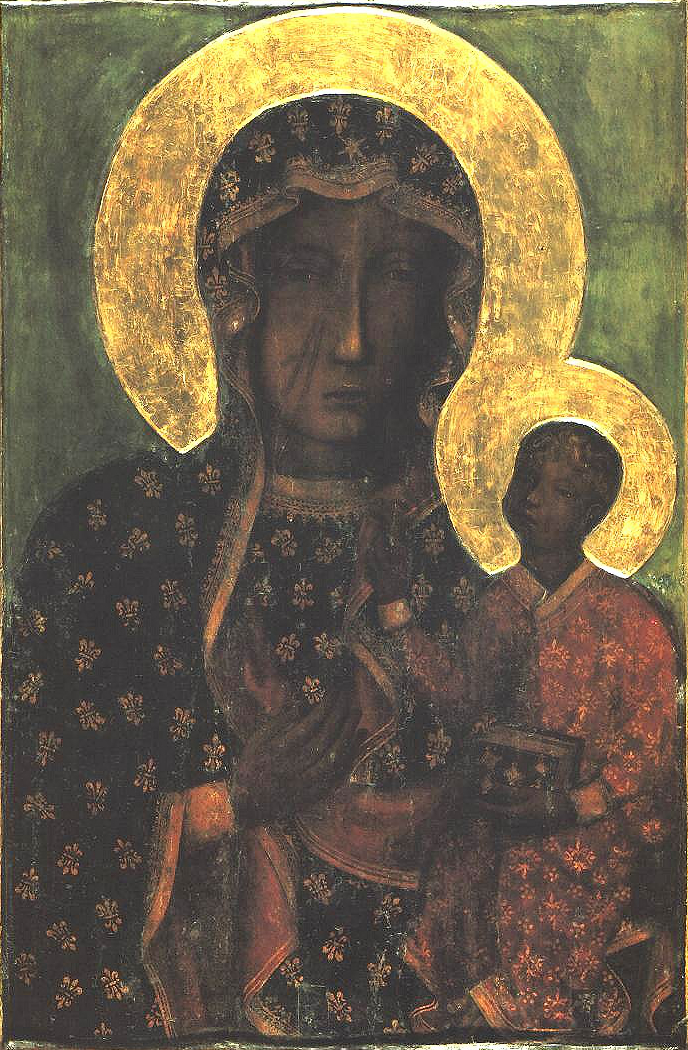
NMP Częstochowska, główna patronka metropolii

- ks. infułat Marian Mikołajczyk

## Regiony duszpasterskie
- Częstochowski
- Radomszczański
- Wieluński
- Zawierciański

## Główna świątynia
- Bazylika archikatedralna Świętej Rodziny w Częstochowie (rocznica poświęcenia: 29 października)

## Bazyliki mniejsze
- Bazylika archikatedralna Świętej Rodziny w Częstochowie, 1962
- Bazylika kolegiacka w Zawierciu, 2009
- Bazylika Znalezienia Krzyża Świętego i Narodzenia Najświętszej Maryi Panny w Częstochowie, 1906
- Bazylika Wniebowzięcia Najświętszej Maryi Panny w Gidlach, 1998

## Sanktuaria

### Sanktuaria Pańskie
- Sanktuarium Miłosierdzia Bożego w Częstochowie
- Sanktuarium Krzyża Świętego w Rększowicach
- Sanktuarium Krwi Chrystusa w Częstochowie
- Sanktuarium Pasyjno-Maryjne w Wąsoszu Górnym

### Sanktuaria Maryjne
- Sanktuarium Matki Bożej Borowieńskiej w Borownie
- Sanktuarium Zranionej Jasnogórskiej Ikony Matki Bożej

- Sanktuarium Najświętszej Maryi Panny Częstochowskiej Jasna Góra w Częstochowie
- Sanktuarium Matki Bożej Dankowskiej w Dankowie
- Sanktuarium Najświętszej Maryi Panny Gidelskiej
- Sanktuarium Matki Bożej Kłobuckiej w Kłobucku
- Sanktuarium Matki Bożej Łaskawej w Lgocie Wielkiej
- Sanktuarium Matki Bożej Mrzygłodzkiej w Myszkowie – Mrzygłodzie
- Sanktuarium Najświętszej Maryi Panny Łaskawej w Osjakowie
- Sanktuarium Matki Bożej Pajęczańskiej w Pajęcznie
- Sanktuarium Matki Bożej Pocieszenia – Oblubienicy Ducha Świętego Pocieszyciela na Pociesznej Górce
- Sanktuarium Najświętszej Maryi Panny Kalwaryjskiej – Kalwaria Praszkowska
- Sanktuarium Matki Bożej Bolesnej w Radomsku
- Sanktuarium Najświętszej Maryi Panny Rozprzańskiej Matki Życia w Rozprzy
- Sanktuarium Matki Bożej Rudzkiej Bogurodzicy Dziewicy w Rudzie
- Sanktuarium Matki Bożej Fatimskiej w Rybnej
- Sanktuarium Matki Bożej Różańcowej w Sulmierzycach
- Sanktuarium Matki Bożej Truskolaskiej w Truskolasach
- Sanktuarium Matki Bożej Mstowskiej Miłosierdzia w Wancerzowie
- Sanktuarium Matki Bożej Bolesnej w Wielgomłynach
- Sanktuarium Najświętszej Maryi Panny Pocieszenia w Wieluniu
- Sanktuarium Matki Bożej Wierzchlejskiej w Wierzchlesie
- Sanktuarium Najświętszej Marii Panny Skarżyckiej w Zawierciu-Skarżycach
- Sanktuarium Matki Bożej Leśniowskiej Patronki Rodzin w Żarkach-Leśniowie

### Sanktuaria Świętych i Błogosławionych
- Sanktuarium św. Anny w Aleksandrówce
- Sanktuarium św. Antoniego Padewskiego w Częstochowie
- Sanktuarium św. Józefa w Częstochowie
- Sanktuarium św. Antoniego Padewskiego w Koziegłówkach
- Sanktuarium św. Ojca Pio na Przeprośnej Górce w Siedlcu

## Patron
- Najświętsza Maryja Panna Królowa Polski

## Błogosławieni
Wśród błogosławionych związanych z archidiecezją częstochowską znajdują się:
- bł. ks. Maksymilian Binkiewicz
- bł. s. Józefa Chrobot CSFN
- bł. ks. Ludwik Gietyngier
- bł. ks. Dominik Jędrzejewski

## Miasta diecezji

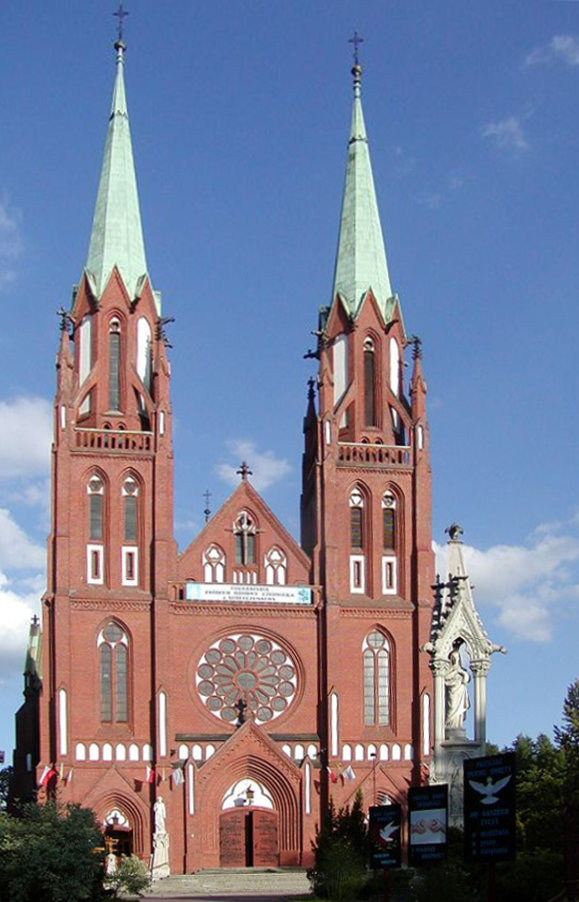
Bazylika Świętych Apostołów Piotra i Pawła w Zawierciu

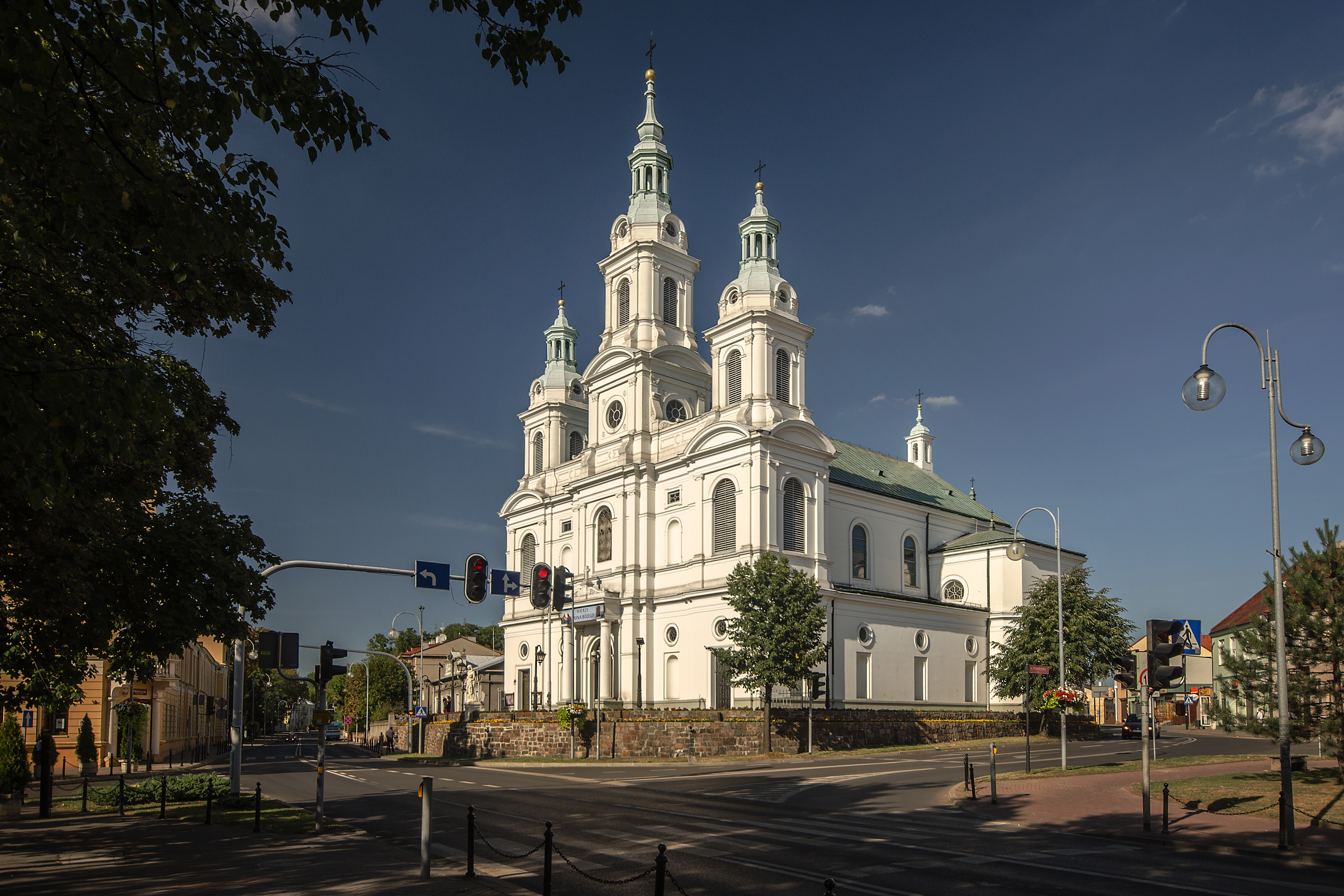
Kolegiata św. Lamberta w Radomsku

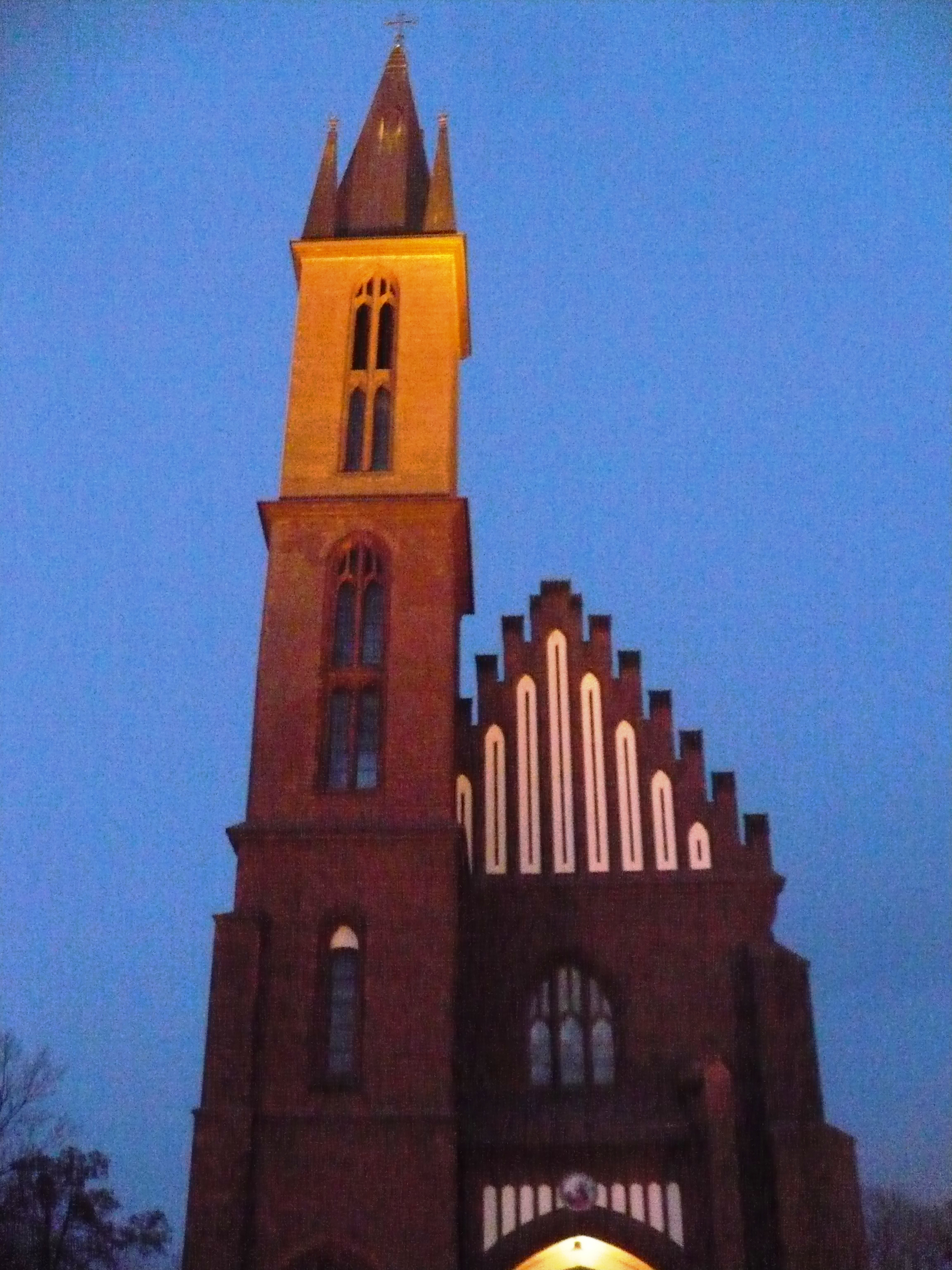
Kościół św. Stanisława Biskupa i Męczennika w Myszkowie

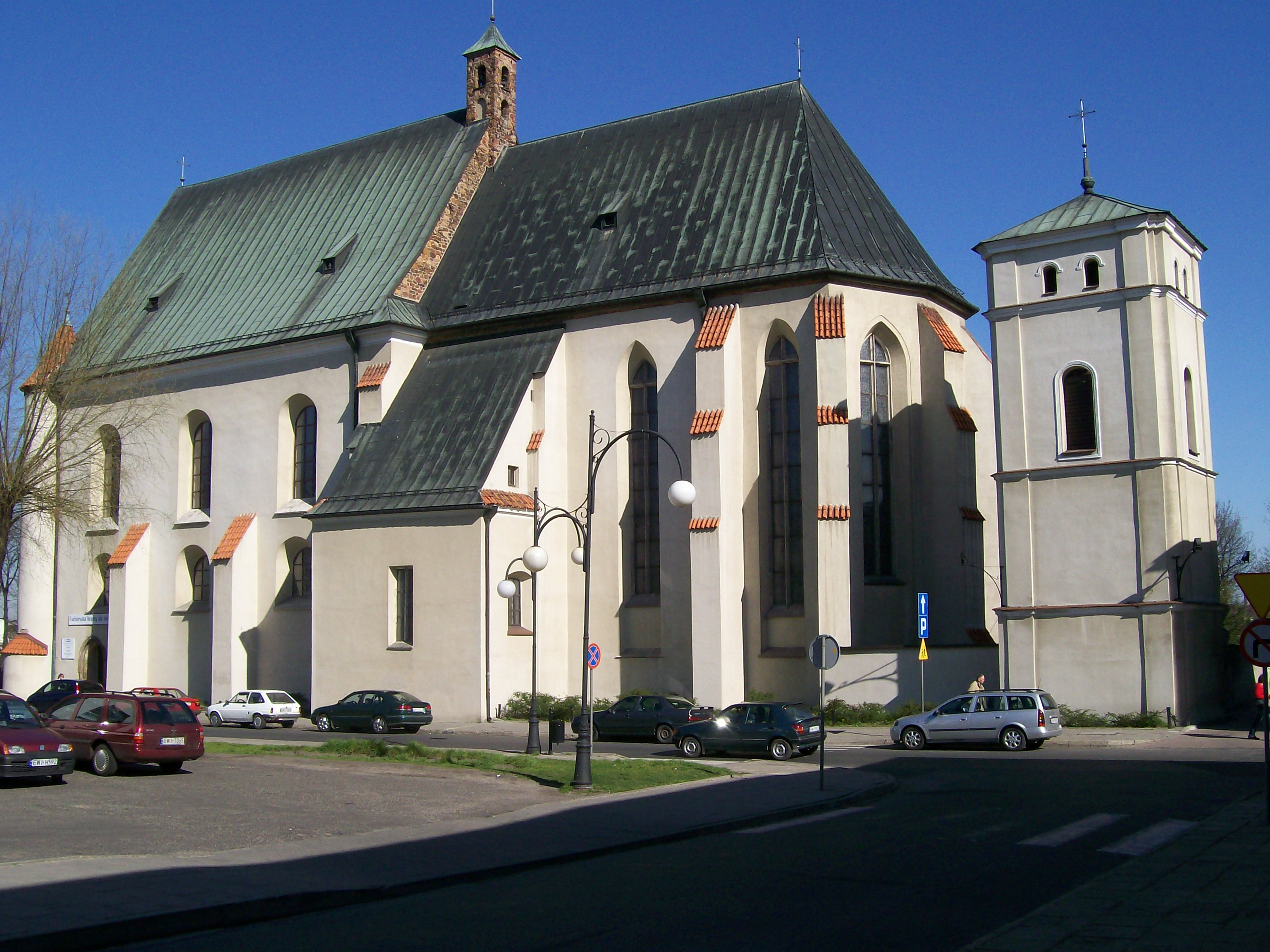
Kolegiata Bożego Ciała w Wieluniu

| herb | miasto      | dekanat                                                                                               | województwo | powiat         | ludność | liczba parafii |
| ---- | ----------- | --- | ----------- | -------------- | ------- | -------------- |
|      | Częstochowa | NMP Jasnogórskiej Podwyższenia Krzyża św. św. Antoniego z Padwy św. Józefa św. Wojciecha św. Zygmunta | śląskie     | Częstochowa    | 223 322 | 53             |
|      | Zawiercie   | NMP Królowej Polski św. Piotra i Pawła                                                                | śląskie     | zawierciański  | 49 908  | 12             |
|      | Radomsko    | Najświętszego Serca Pana Jezusa św. Lamberta                                                          | łódzkie     | radomszczański | 46 583  | 12             |
|      | Myszków     | Myszków                                                                                               | śląskie     | myszkowski     | 32 250  | 8              |
|      | Wieluń      | NMP Pocieszenia św. Wojciecha                                                                         | łódzkie     | wieluński      | 22 973  | 4              |
|      | Kłobuck     | Kłobuck                                                                                               | śląskie     | kłobucki       | 13 061  | 3              |
|      | Blachownia  | Blachownia                                                                                            | śląskie     | częstochowski  | 9 735   | 3              |
|      | Poręba      | Zawiercie – św. Piotra i Pawła                                                                        | śląskie     | zawierciański  | 8 654   | 3              |
|      | Praszka     | Praszka                                                                                               | opolskie    | oleski         | 7 791   | 2              |
|      | Pajęczno    | Pajęczno                                                                                              | łódzkie     | pajęczański    | 6 811   | 2              |
|      | Działoszyn  | Działoszyn                                                                                            | łódzkie     | pajęczański    | 6 050   | 2              |
|      | Krzepice    | Krzepice                                                                                              | śląskie     | kłobucki       | 4 475   | 1              |
|      | Olsztyn     | Olsztyn                                                                                               | śląskie     | częstochowski  | 2 499   | 1              |
|      | Osjaków     | Osjaków                                                                                               | łódzkie     | wieluński      | 1 350   | 1              |
|      | Przyrów     | Olsztyn                                                                                               | śląskie     | częstochowski  | 1 144   | 1              |
|      | Włodowice   | Zawiercie – NMP Królowej Polski                                                                       | śląskie     | zawierciański  | 1 124   | 1              |